# کارولا زالا
کارولا زالا (مجاری: Karola Zala؛ ۱ اکتبر ۱۸۷۹ – ۱۳ ژانویهٔ ۱۹۷۰) بازیگر اهل مجارستان بود.
از فیلم‌ها یا مجموعه‌های تلویزیونی که وی در آن‌ها نقش داشته‌است می‌توان به پروفسور هانیبال اشاره نمود.